# Leonti Wassiljewitsch Dubelt

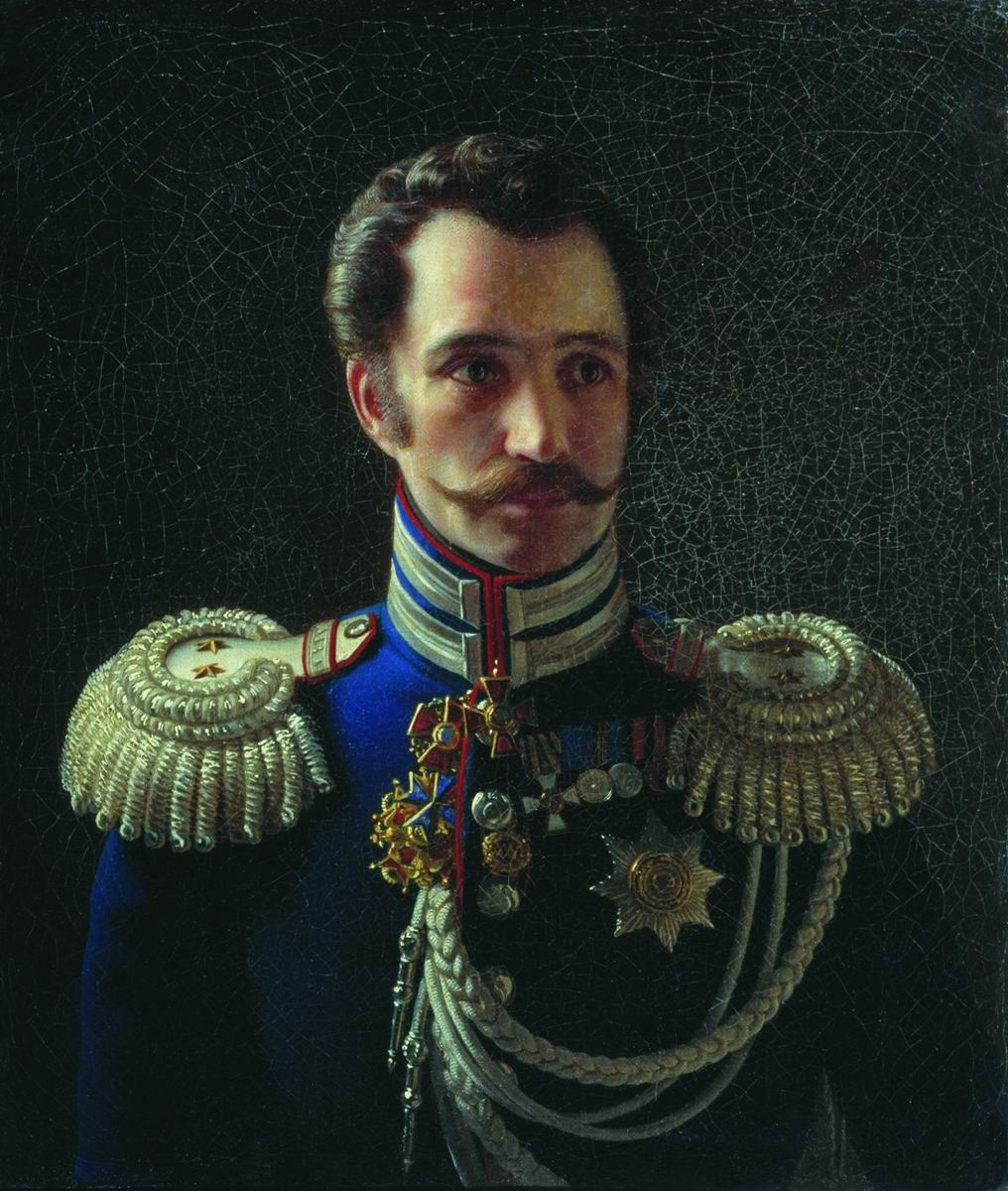
Leonti Wassiljewitsch Dubelt, um 1843 porträtiert von Alexei Tyranow

Leonti Wassiljewitsch Dubelt (russisch Леонтий Васильевич Дубельт Leontij Vasil'evič Dubel’t; * 1792; † 9. Mai 1862 in Sankt Petersburg) war ein russischer Staatsmann, General der Kavallerie und unter Nikolaus I. 1835–1856 Chef der Sicherheitspolizei Gendarmenkorps sowie 1839–1856 Chef der Geheimpolizei.

## Leben
Leonti, Sohn des Husaren Wassili Iwanowitsch Dubelt und dessen Ehefrau Maria Grigorjewna Schperter, wurde 1801 bis Anfang 1807 an der Petersburger Bergakademie ausgebildet und trat darauf als Fähnrich in das Pleskauer Infanterieregiment ein. Im Vierten Koalitionskrieg im Hauptquartier Guttstadt, in Wolfsdorf und Deppen eingesetzt, wurde er bereits Ende des Jahres 1807 Leutnant. Während des Vaterländischen Krieges stand er bei Smolensk, wurde bei Borodino verwundet, kämpfte bei Tarutino sowie Malojaroslawez und nahm am Sechsten Koalitionskrieg teil. Er diente als Adjutant bei Dmitri Dochturow und Nikolai Rajewski und erhielt 1814 den Orden Pour le Mérite. Ab 1816 Stabsoffizier im Hauptquartier bei Rajewski in Kiew, wurde er am 15. September 1817 Oberstleutnant und kommandierte ab 1821 das Saslawler Infanterieregiment.
Leonti Dubelt gab 1822 nach dem Verbot der Freimaurer in Russland die Mitgliedschaft zu Logen in Hamburg („Emanuel zur Maienblume“), Sankt Petersburg („Astreia“), Kiew („Vereinigte Slawen“) und Białystok („Goldener Ring“) schriftlich zu. Nach dem 14. Dezember 1825 der Verbindungen zu Dekabristen verdächtig – er war zumindest mit Sergei Wolkonski und Michail Orlow bekannt – wurde er 1826 vom Untersuchungsausschuss entlastet.
Nach Differenzen mit seinem Divisionskommandeur Pjotr Scheltuchin quittierte Leonti Dubelt am 29. Dezember 1828 den Militärdienst und ließ sich in Ryskino im Gouvernement Twer auf dem Landgut seiner Ehefrau Anna Nikolajewna nieder. Am 1. Februar 1830 wurde Dubelt Stabsoffizier im Gendarmenkorps Twer. Ein Verwandter seiner Frau hatte sich bei Alexander von Benckendorff für Dubelt verwendet. 1830 wurde Dubelt Oberst, am 3. Oktober 1831 geadelt und am 1. Juli 1835 als Generalmajor Stabschef im Gendarmenkorps.
Vom 1. April 1838 bis 5. Dezember 1844 gehörte Leonti Dubelt der Kaiserlichen Suite an und wurde Generalleutnant. Vom März 1839 bis zum August 1856 tat er sich als Chef der Geheimpolizei auf den Sektoren Zensur, Verfolgung der Raskolniki und Aufspüren politischer Geheimgesellschaften hervor. Beispielsweise veranlasste er die Überwachung Puschkins, Nekrassows und der Slawophilen.
Einige Verfahren, an denen Dubelt persönlich teilnahm:

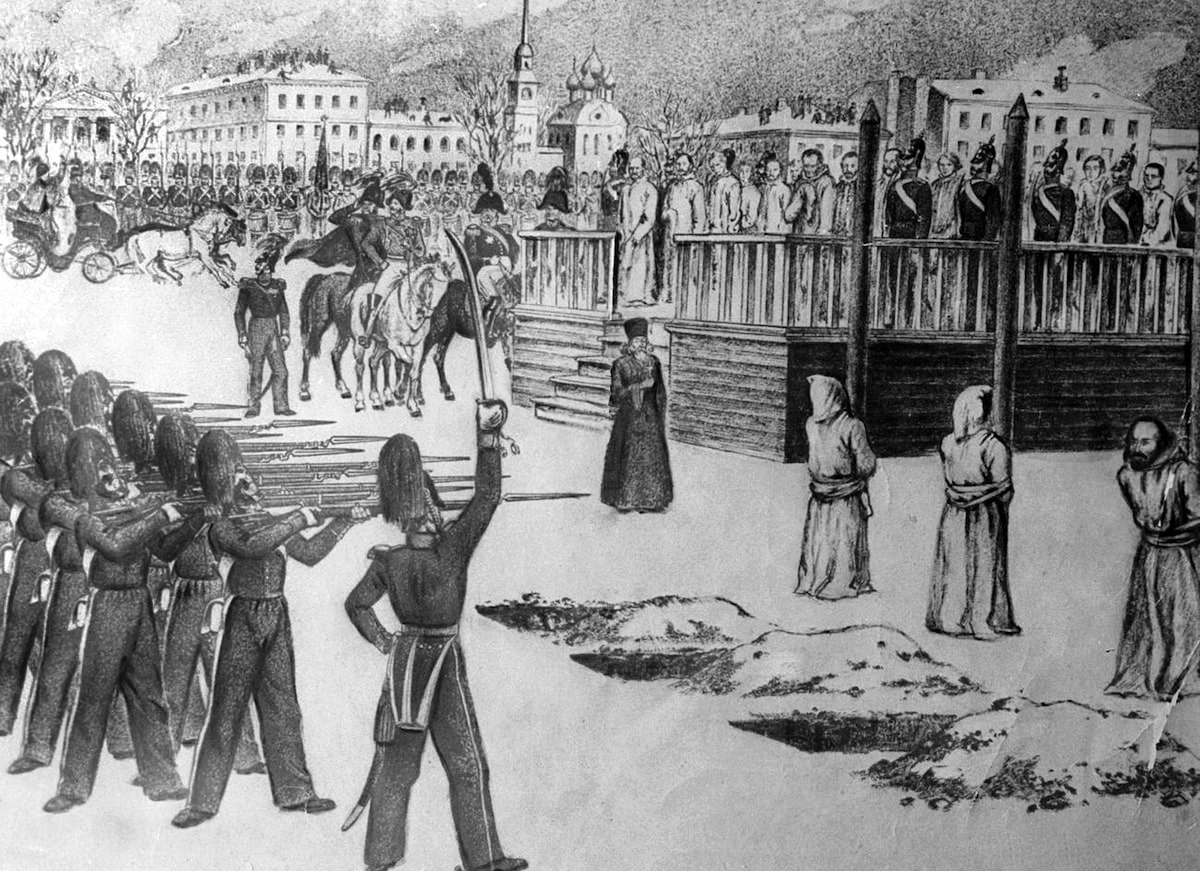
Scheinhinrichtung von Petraschewzen am 22. Dezember 1849 auf dem Petersburger Semjonowski-Platz. Zeichner: B. Pokrowski

- 1834 Verbot der enzyklopädischen Zeitschrift Moskauer Telegraf,
- 1836 Verbot der Moskauer Literaturzeitschrift Teleskop,
- 1837 Untersuchung der Nachgelassenen Schriften Alexander Puschkins,
- 1837–1838 Strafversetzung Lermontows in den Kaukasus für sein Gedicht Der Tod des Dichters,
- 1847 Prozess gegen Nikolai Kostomarow, Taras Schewtschenko und andere von der Kyrill-und-Method-Bruderschaft,
- 1848 Strafversetzung von Michail Saltykow-Schtschedrin wegen freidenkerischer Schriften von Petersburg nach Wjatka (bis 1855),
- 1848–1849 Prozess gegen die Petraschewzen (darunter Dostojewski),
- März 1849 sechstägige Verhaftung des Panslawisten Iwan Aksakow,
- 1851 Haft Fürst Sergei Wassiljewitsch Trubezkois wegen der Affäre um  Lawinija Schadimirowskaja,[2]
- 1852 Verhaftung und Verbannung Iwan Turgenews für zwei Jahre auf sein Landgut Spasskoje-Lutowinowo wegen eines Nachrufs auf Gogol.

Von 1852 bis 1856 war Dubelt Stellvertretender Innenminister. Anlässlich seiner Thronbesteigung ernannte Alexander II. am 26. August 1856 den Gefolgsmann zum General der Kavallerie.
Die letzte Ruhe fand Leonti Dubelt auf dem Petersburger Smolensker Friedhof neben seiner Ehefrau Anna Nikolajewna.

## Familie
Dubelt heiratete 1818 Anna Nikolajewna Perskoi (1800–1853), die Nichte von Admiral Nikolai Mordwinow. Das Paar bekam zwei Söhne – Nikolai (1819–1874) und Michail (1822–1900). Beide brachten es bis zum Generalleutnant. Michail war 1853 bis 1863 mit Alexander Puschkins Tochter Natalja (1836–1913) verheiratet.

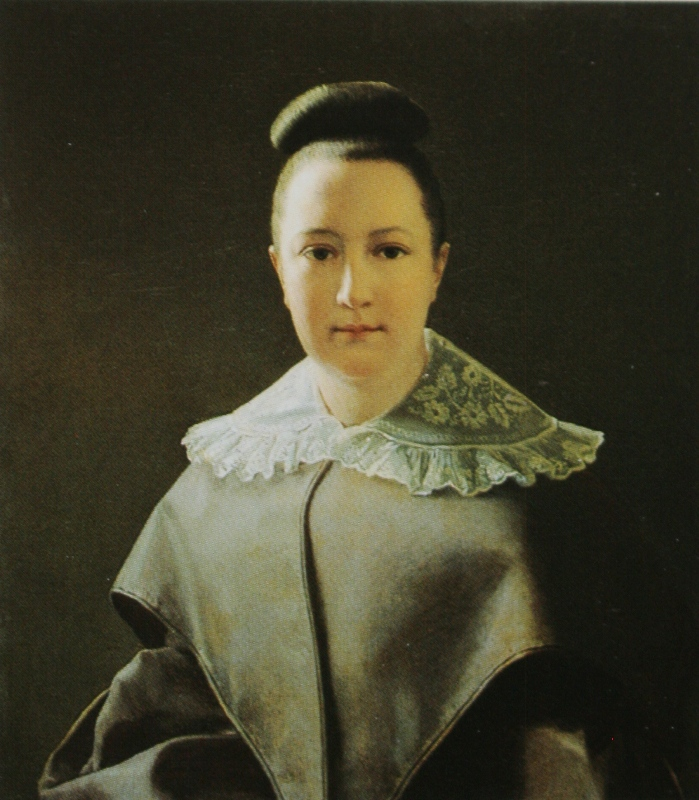
Anna Dubelt anno 1839
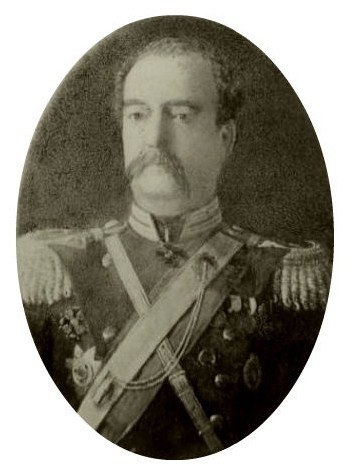
Nikolai Dubelt anno 1866
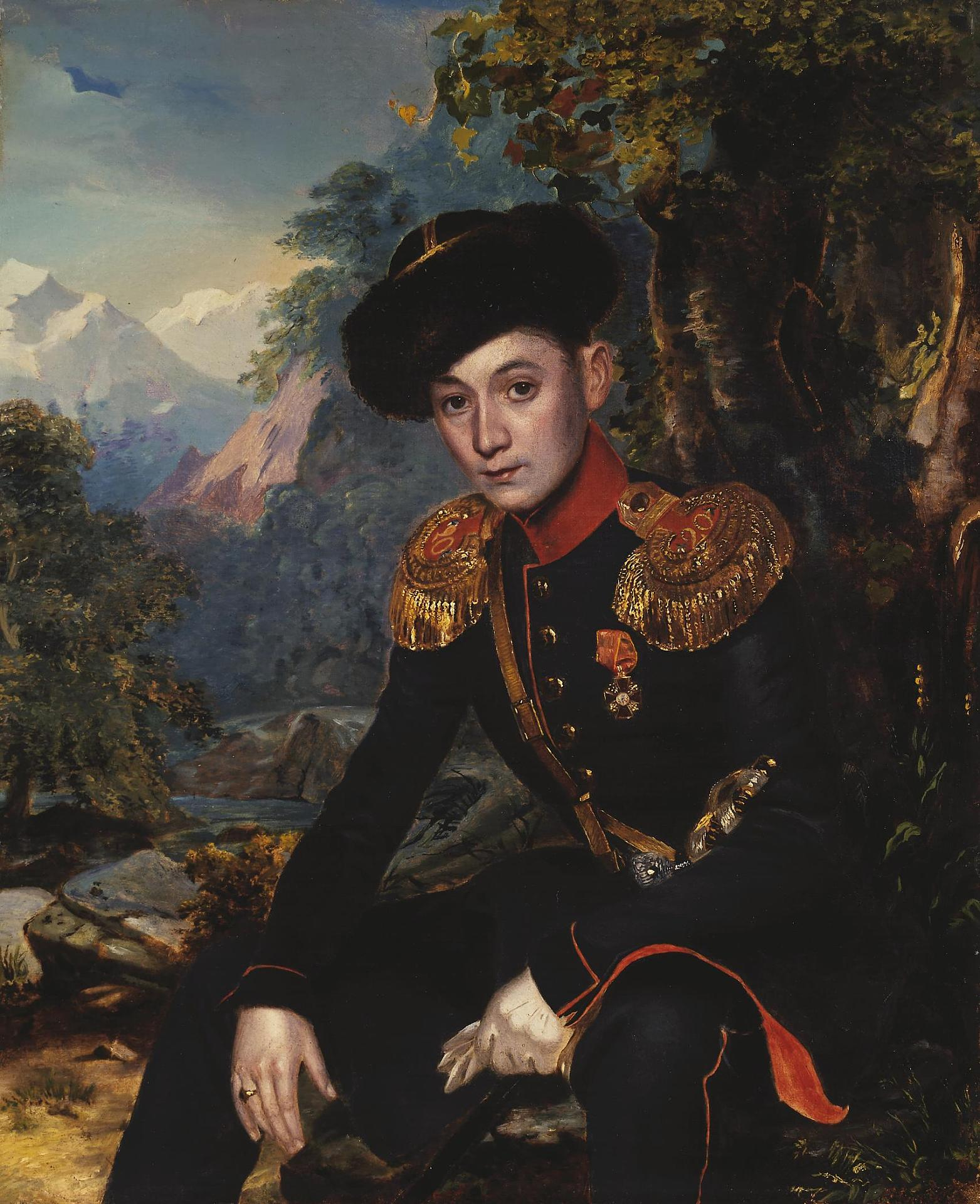
Michail Dubelt als Major um 1850
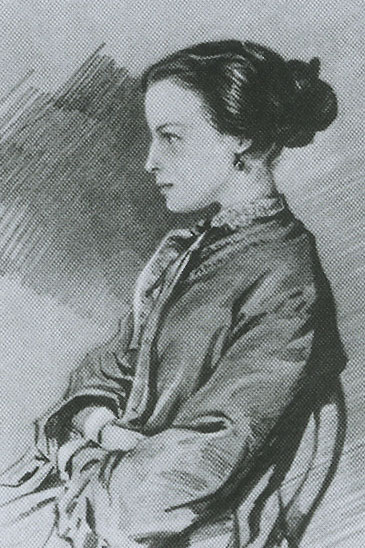
Michails Frau Natalja im Jahr 1852

## Ehrungen
- 3. Dezember 1807: Orden des Heiligen Wladimir 4. Klasse
- 1812: Russischer Orden der Heiligen Anna 4. Klasse
- 5. Februar 1814: Russischer Orden der Heiligen Anna 2. Klasse
- 1830: Russischer Orden des Heiligen Georg 4. Klasse
- 1832: Orden des Heiligen Wladimir 3. Klasse
- 1834: Ehrenzeichen Für 25 Jahre treue Dienste
- 26. März 1839: Sankt-Stanislaus-Orden
- 22. August 1840: Ehrenzeichen Für 30 Jahre treue Dienste
- 16. April 1841: Russischer Orden der Heiligen Anna 1. Klasse mit Kaiserkrone am 11. April 1843
- 7. April 1846: Orden des Heiligen Wladimir 2. Klasse
- 11. April 1848: Kaiserlich-Königlicher Orden vom Weißen Adler
- 1849: mit Diamanten besetzte goldene Schnupftabakdose mit dem Porträt Seiner Majestät
- 1850: Alexander-Newski-Orden mit Diamanten anno 1852
- 1850: Ehrenzeichen Für 40 Jahre treue Dienste

## Trivia
Für die meisten Petersburger Einwohner soll Leonti Dubelt als Schreckgespenst dahergekommen sein.

## Anmerkung
1. ↑  
Dubelts direkte vorgesetzte Geheimdienstler, die Obersten Chefs der Dritten Abteilung, waren Alexander von Benckendorff und ab 1845 Alexei Orlow.